# Сосновка (Калязинский район)
Сосновка— деревня в Калязинском районе Тверской области, входит в состав Старобисловского сельского поселения.

## География
Деревня находится на берегу реки Жабня в 24 км на северо-запад от центра поселения деревни Старобислово и в 13 км на юго-восток от города Калязина.

## История
В клировой ведомости 1796 года относительно погоста Николаевского, что в Пенье (близ деревни), указана каменная Церковь Никольская, построенная в 1781 году. В исповедных  росписях 1751-66 годов в церкви показан священник Иаков Козмин.
В 1858 году на погосте Пенье близ деревни была построена каменная церковь во имя Святого Николая, в 1894 году построена каменная церковь с 2 престолами в честь Казанской Божьей Матери и в честь Вознесенья Господня.
В конце XIX — начале XX века деревня Сосновка вместе с погостом входила в состав Степановской волости Калязинского уезда Тверской губернии. 
С 1929 года деревня входила в состав Липовского сельсовета Калязинского района Кимрского округа Московской области, с 1935 года — в составе Калининской области, с 1994 года — в составе Липовского сельского округа, с 2005 года — в составе Старобисловского сельского поселения.

## Население
| 1859 | 1888 | 2002 | 2010 |
| ---- | ---- | ---- | ---- |
| 60   | ↘52  | ↘0   | ↗1   |

## Известные уроженцы, жители
Александров, Иван Иванович  (22 ноября 1893 Сосновка Московской губернии – 11 декабря 1937, Ленинград) — российский революционер, участник Гражданской войны, организатор вооруженного восстания в Мурманске 21 февраля 1920, председатель Мурманского Совета рабочих и солдатских депутатов.